# Montizetes delamellatus
Montizetes delamellatus är en kvalsterart som beskrevs av Pérez-Íñigo jr. 1991. Montizetes delamellatus ingår i släktet Montizetes och familjen Oribellidae. Inga underarter finns listade i Catalogue of Life.